# Open House
Open House es una película de acción de Andrew Paquin, la primera que dirigió. Se estrenó en 2010.

## Trama
El conformista y taciturno David (Brian Geraghty) se ha visto obligado durante años a vigilar a su compañera, una depredadora sexual, y a satisfacer sus violentas necesidades. David anhela el contacto humano y una existencia menos violenta, y cuando una posible víctima se convierte en su oportunidad para redimirse se ve dividido entre su humanidad y la única vida que ha conocido.

## Reparto
| Actor            | Personaje |
| ---------------- | --------- |
| Tricia Helfer    | Lila      |
| Rachel Blanchard | Alice     |
| Brian Geraghty   | David     |
| Jessica Collins  | Lauren    |
| Larry Sullivan   | Oscar     |
| Gabriel Olds     | Carl      |
| Mia Riverton     | Meredith  |
| Gerald Downey    | Seth      |
| Naja Hill        | Bethany   |
| Ryan March       | Hayden    |
| Eddie Martínez   | Jose      |
| Kris Wheeler     | Brian     |
| Cary Kazemi      | Alex      |
| Anna Paquin      | Jennie    |
| Stephen Moyer    | Josh.     |

## Producción
La película se rodó a principios de la primavera de 2009 en Los Ángeles con un presupuesto reducido. Andrew Paquin escogió como protagonistas a Tricia Helfer y Brian Geraghty. Durante un tiempo la prensa estadounidense publicó que los protagonistas serían Anna Paquin y Stephen Moyer (protagonistas de True Blood y pareja en la vida real) por lo que la productora tuvo que emitir un comunicado afirmando que ambos solo tenía sendos cameos que realizaron como favor al hermano de Anna y que nunca aparecían juntos en pantalla.
En 2010 hizo su debut en el Festival de Cine de Tribeca compitiendo en la categoría de World Narrative Feature Competition

## Música
La banda sonora fue compuesta por Nathan Barr.